# 茨維特
50°21′50″N 27°18′39″E / 50.36389°N 27.31083°E
茨維特（烏克蘭語：Цвіт），是烏克蘭的村落，位於該國西部赫梅利尼茨基州，由舍佩蒂夫卡區負責管轄，面積0.21平方公里，海拔高度234米，2007年人口4，人口密度每平方公里19.1人。